# Parkstad Limburg Stadion
El Estadio Parkstad Limburg es un estadio de fútbol ubicado en la ciudad de Kerkrade en los Países Bajos. Tiene una capacidad para casi 20 000 aficionados, fue inaugurado el 15 de agosto de 2000 con un partido entre el Roda JC y el Real Zaragoza.
En 2005 fue una de las seis sedes de la Copa Mundial de Fútbol Sub-20, en el estadio se disputaron ocho partidos, incluyendo el partido inaugural y una semifinal.

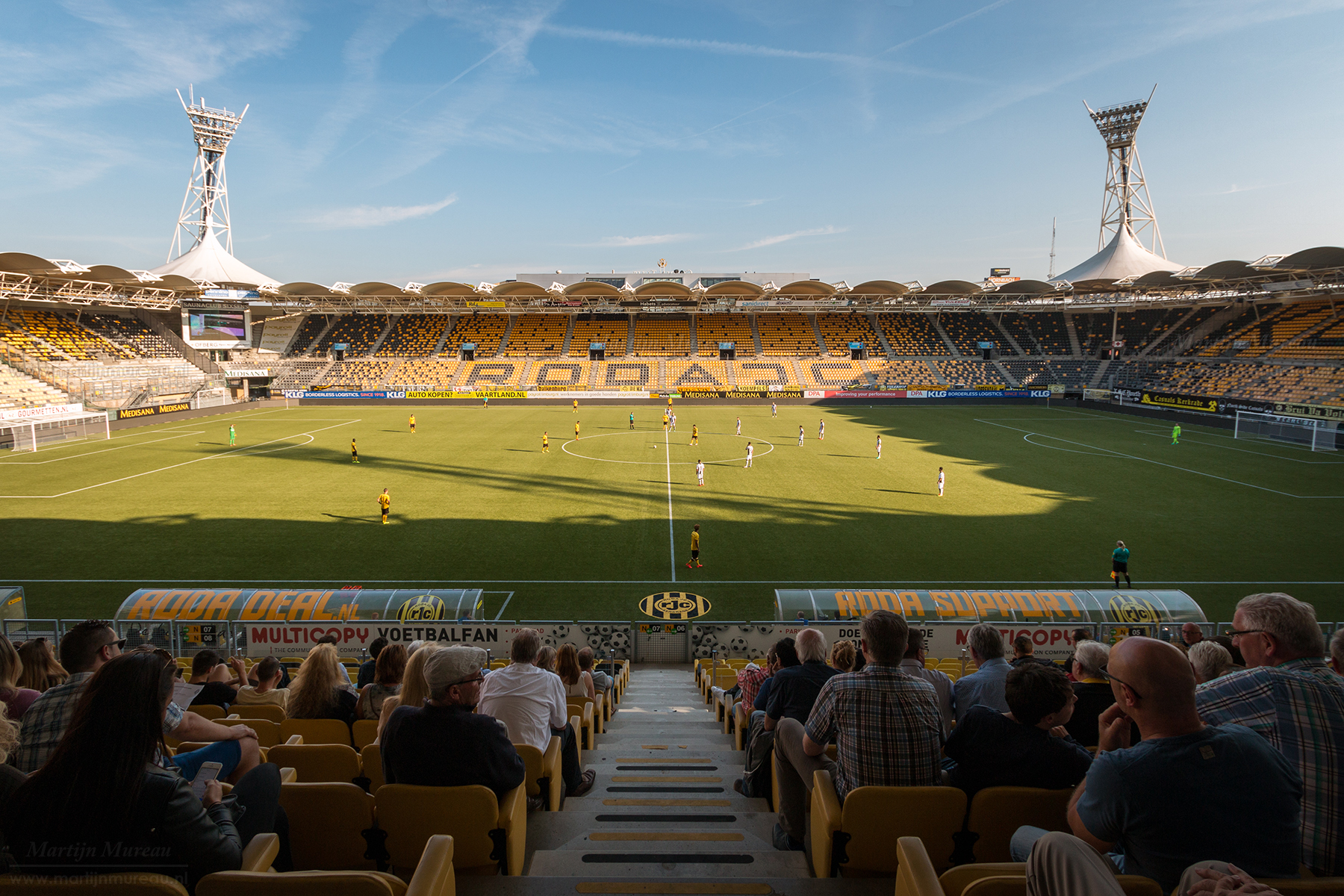
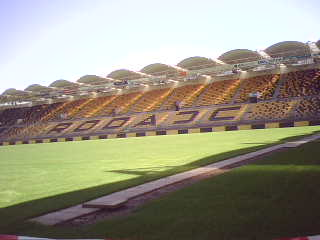
Interior